# Marvin (Dakota Południowa)
Marvin – miasto w Stanach Zjednoczonych, w stanie Dakota Południowa, w hrabstwie Grant.